# Verbandsgemeinde Bellheim
La comunità amministrativa di Bellheim (Verbandsgemeinde Bellheim) si trova nel circondario di Germersheim nella Renania-Palatinato, in Germania.

## Comuni
Fanno parte della comunità amministrativa i seguenti comuni:
| Comune, città             | Sup. (km²) | Abitanti |
| ------------------------- | ---------- | -------- |
| Bellheim                  | 20,44      | 8 682    |
| Knittelsheim              | 6,37       | 1 038    |
| Ottersheim bei Landau     | 7,90       | 1 827    |
| Zeiskam                   | 8,85       | 2 168    |
| Verbandsgemeinde Bellheim | 43,45      | 13 715   |

(Abitanti al 31 dicembre 2021)